# طرف الأغر (مدريد)
طرف الأغر هو حي إداري في مدريد. تبلغ مساحتها 0.6 كم مربع.  بلغ عدد سكان الحي 24748 نسمة عام 2021. 